# Estación de Querobabi
Querobabi fue una estación de trenes que se encuentra en Querobabi, Sonora. La estación dejó de funcionar en 1926.

## Historia
La estación fue construida por el antiguo Ferrocarril de Sonora por medio de la concesión número 6 del 14 de septiembre de 1880. Este ferrocarril perteneció al Southern Pacific Railroad de Mexico. El inmueble fue construido en diciembre de 1907; en 1926 sirvió como refugio a la población por causa de una inundación. El tinaco del agua se construyó en 1912 y pasó a la junta local del agua potable en 1966. En 1974 se ocupó como refugio por otra inundación.